# نيلوبوليس
نيلوبوليس هي بلدية في البرازيل، تتبع ريو دي جانيرو، بلغ عدد سكانها 157٬425  نسمة، في 2010، تبلغ مساحتها 19٫157 كيلومتر مربع، رمزها البريدي هو 28000-000.

## الموقع
تشترك في الحدود مع:
- ساو جواو دي ميريتي
- ريو دي جانيرو.

## أعلام
- سيرجينهو
- بيتا